# Harry Partch
Harry Partch (Oakland (Califórnia), 24 de junho de 1901 – San Diego (California), 3 de setembro de 1974) foi um compositor, teórico musical, escritor, construtor de instrumentos musicais e artista estadunidense. Partch foi um pioneiro da música microtonal, do uso de instrumentos não convencionais, bem como do uso não convencional de instrumentos convencionais, sendo considerado uma das figuras chave nas vanguardas artísticas do pós-guerra. Críticos o têm como um dos mais influentes compositores estadunidenses do século XX.

## Carreira

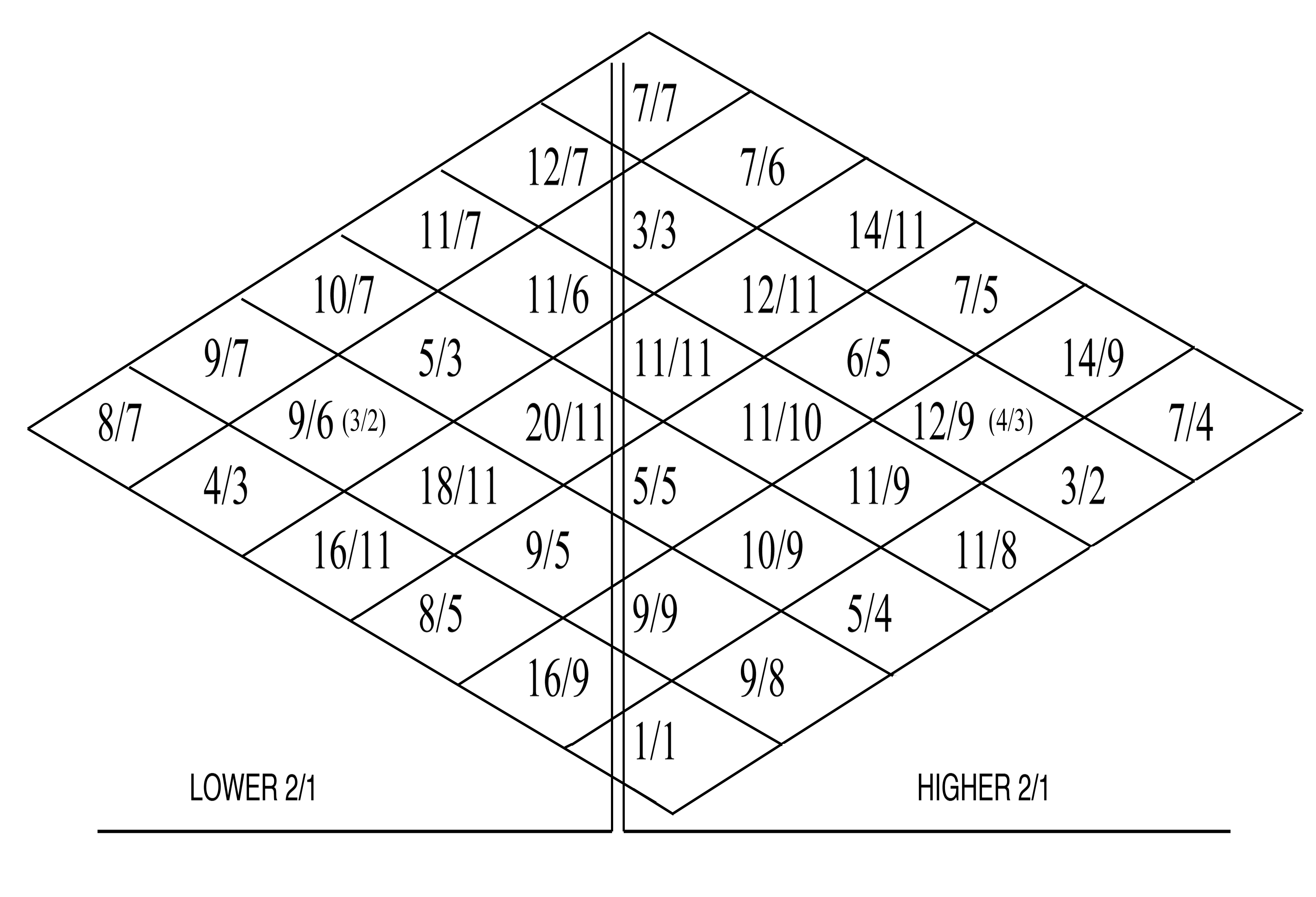
O diamante de tonalidade de 11 limites, parte da base para a teoria musical de Partch

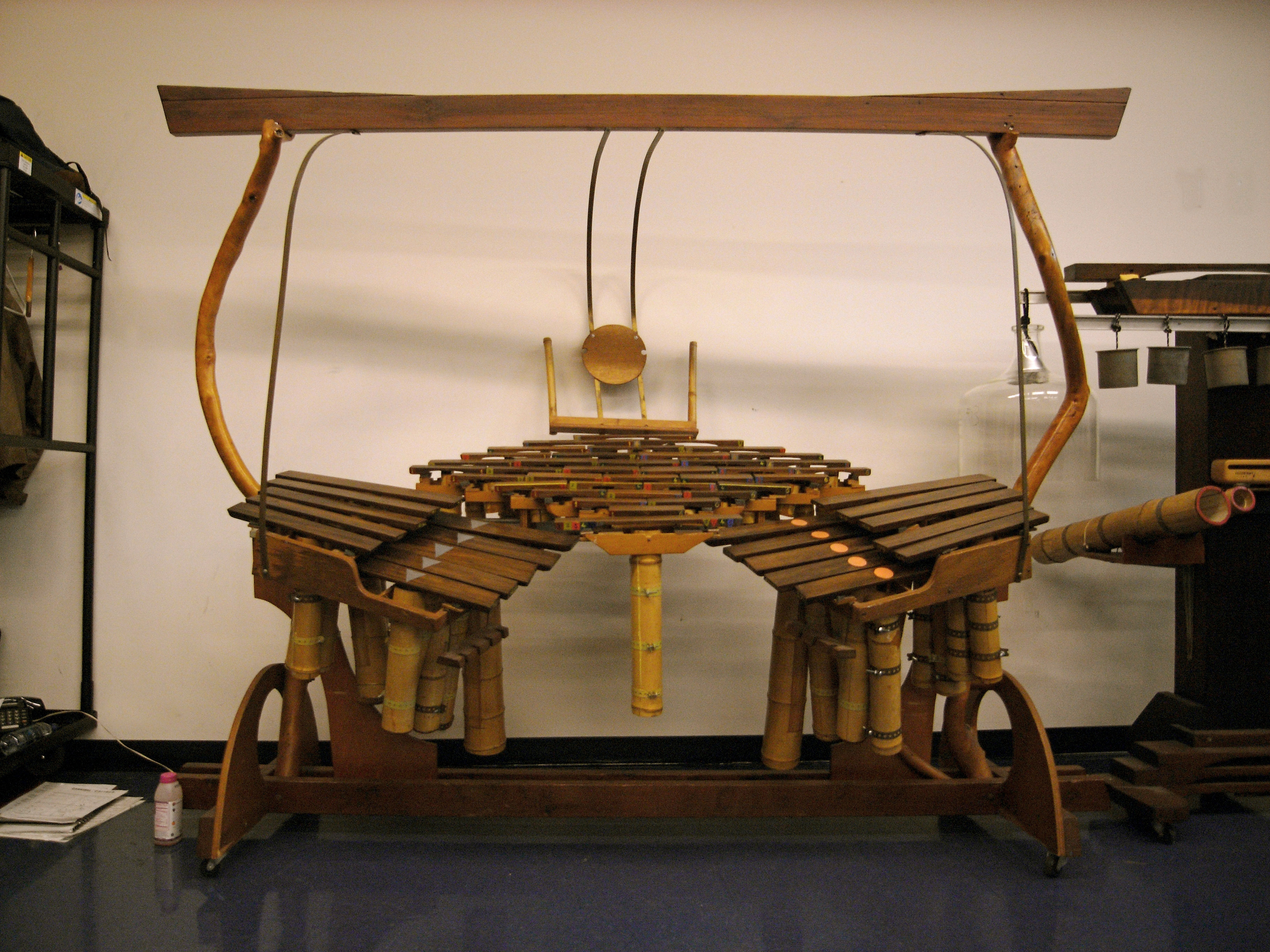
Quadrangularus Reversum (Harry Partch).

Ele compôs usando escalas de intervalos desiguais em apenas entonação, e foi um dos primeiros compositores do século 20 no Ocidente a trabalhar sistematicamente com escalas microtonais, ao lado de Lou Harrison. Ele construiu seus próprios instrumentos nessas afinações para tocar suas composições, e descreveu o método por trás de sua teoria e prática em seu livro Gênesis de uma Música (1947).
Partch composto com escalas dividindo a oitava em 43 tons desiguais derivados da série harmônica natural; essas escalas permitiram mais tons de intervalos menores do que na afinação ocidental padrão, que usa doze intervalos iguais à oitava. Para tocar sua música, Partch construiu muitos instrumentos únicos, com nomes como o Chromelodeon, o Quadrangularis Reversum, e o Zymo-Xyl. Partch descreveu sua música como corporal, e a distinguiu da música abstrata, que ele percebia como a tendência dominante na música ocidental desde a época de Bach. Suas primeiras composições eram peças em pequena escala para serem entoadas com suporte instrumental; Seus trabalhos posteriores foram produções teatrais integradas em grande escala, nas quais ele esperava que cada um dos artistas cantasse, dançasse, falasse e tocasse instrumentos. O teatro grego antigo e o japonês Noh e kabuki influenciaram fortemente seu teatro musical.

Incentivado por sua mãe, Partch aprendeu vários instrumentos ainda jovem. Aos quatorze anos, ele estava compondo e, em particular, passou a ambientar situações dramáticas. Ele abandonou a Escola de Música da Universidade do Sul da Califórnia em 1922, insatisfeito com a qualidade de seus professores. Passou a estudar sozinho nas bibliotecas de São Francisco, onde descobriu Sensations of Tone, de Hermann von Helmholtz, que o convenceu a dedicar-se à música baseada em escalas sintonizadas em apenas entonação. Em 1930, ele queimou todas as suas composições anteriores em uma rejeição da tradição europeia de concertos. Partch frequentemente se mudava pelos EUA. No início de sua carreira, ele era um trabalhador transitório e, às vezes, um ; Mais tarde, ele dependeu de bolsas, compromissos universitários e vendas de discos para se sustentar. Em 1970, os apoiadores criaram a Fundação Harry Partch para administrar a música e os instrumentos de Partch.

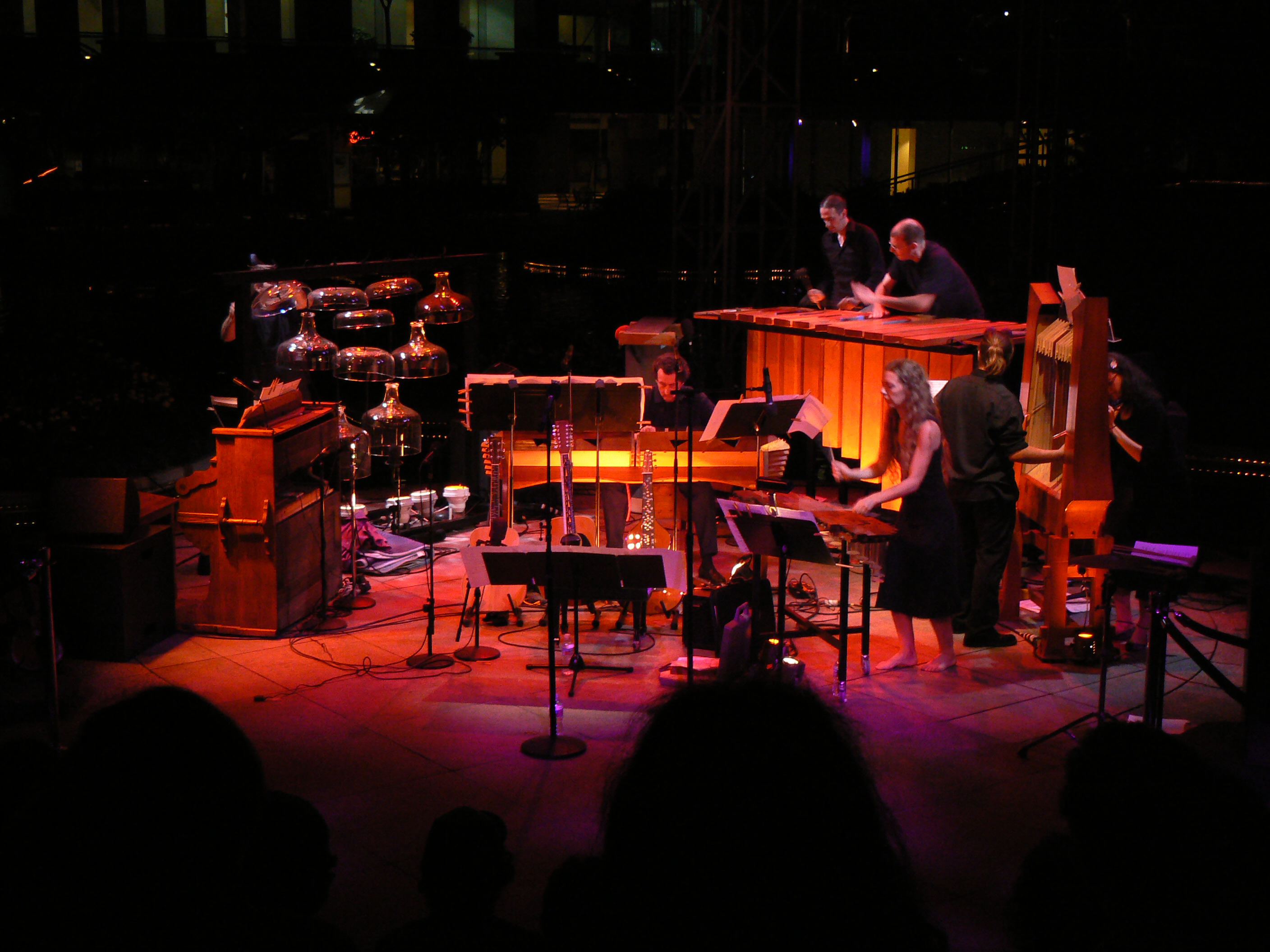

## Obras
- Seventeen Lyrics by Li Po (1930–1933)
- Two Psalms (1931)
- The Potion Scene (from Shakespeare's Romeo and Juliet) (1931/1955)
- The Wayward
  - Barstow: Eight Hitchhikers' Inscriptions (1941/1954/1967)
  - San Francisco: A Setting of the Cries of Two Newsboys on a Street Corner (1943)[6]
  - The Letter (1943)
  - U.S. Highball (1943/1955)
- Yankee Doodle Fantasy (1944)
- Dark Brother (1942–1943)
- Two Settings from Joyce's Finnegans Wake (1944)
- "I'm very happy to be telling you about this..." (1945)
- Two Studies on Ancient Greek Scales (1946)
- Eleven Intrusions (1949–1950)[7]
- Plectra and Percussion Dances[7]
  - Ring Around the Moon (1949–1950)[7]
  - Castor and Pollux (1952)[7]
  - Even Wild Horses (1952)[7]
- Oedipus (1950/1952–1954/1967)
- Two Settings from Lewis Carroll (1954)
- Ulysses at the Edge (1955)
- The Bewitched (1955/1973)
- Windsong (1955)
  - reescrito como Daphne of the Dunes (1967)
- Revelations in the Courthouse Park (1960)
- Rotate the Body in All Its Planes (1961)
- Bless This Home (1961)
- Water! Water!: An Intermission with Prologues and Epilogues (1961)[7]
- And on the Seventh Day Petals Fell in Petaluma (1963–66)
- Delusion of the Fury (1965–66)
- The Dreamer That Remains—A Study in Loving (1972)

## Livros
- Genesis of a Music (1947; revised 1974) Da Capo Press. ISBN 978-0306801068
- Bitter Music: Collected Journals, Essays, Introductions, and Librettos (1991; publicado postumamente) University of Illinois Press. ISBN 978-0252069130
- Enclosure 3 (1997) Innova. ISBN 0-9656569-0-X

## Gravações

### Áudio
Partch fez gravações de suas próprias músicas; em gravações como a trilha sonora de Windsong, ele usou gravação multipista, o que lhe permitiu tocar todos os instrumentos sozinho. Ele nunca usou sons sintetizados ou gerados por computador, embora tivesse acesso a essa tecnologia.
- The World of Harry Partch (Columbia Masterworks MS 7207 & MQ 7207, 1969, esgotado) Daphne of the Dunes, Barstow, e Castor & Pollux, conducted by Danlee Mitchell under the supervision of the composer.
- Delusion of the Fury (Columbia Masterworks LP M2 30576, 1971; CD Innova Recordings 406, 2001) Delusion of the Fury, conduzido por Danlee Mitchell sob a supervisão do compositor e "EXTRA: A Glimpse into the World of Harry Partch", compositor apresenta e comenta sobre os 27 instrumentos únicos construídos por ele.
- Enclosure II (primeiros trabalhos de fala-música) (Innova 401)
- Enclosure V ("On a Greek Theme") (Innova 405)
- Enclosure VI ("Delusion of the Fury") (Innova 406)
- Harry Partch: Delusion of the Fury. A Ritual of Dream and Delusion (Wergo, 2022) Delusion of the Fury, conducted by Heiner Goebbels.[9]

### Filmes
| Título                                               | Ano  | Diretor                      | Notes |
| ---------------------------------------------------- | ---- | ---------------------------- | --- |
| Windsong                                             | 1958 | Madeline Tourtelot           | |
| Music Studio—Harry Partch                            | 1958 | Madeline Tourtelot           | |
| Rotate the Body in All Its Planes                    | 1961 | Madeline Tourtelot           | |
| Revelation in the Courthouse Park                    | 1961 | Madeline Tourtelot           | Trechos da produção da Universidade de Illinois filmados em 19 de abril de 1961, para a WILL-TV (transmitido em 25 de abril e 3 de maio) Produtor (palco): Barnard Hewitt Regente: John Garvey |
| The Music of Harry Partch                            | 1968 | - Paul Marshall - Paul Steen | Documentário KEBS-TV. Apresenta uma performance de Daphne das Dunas conduzida por Thomas Nee.                                                                                                  |
| U.S. Highball                                        | 1968 | Madeline Tourtelot           | Filmado originalmente em 1958 |
| Delusion of the Fury: A Ritual Of Dream And Delusion | 1971 | Madeline Tourtelot           | Filmado na UCLA em 1969. Coreografia: Storie Crawford Diretor de palco: John Crawford |
| The Dreamer That Remains: A Portrait of Harry Partch | 1973 | Stephen Pouliot              | Produtor: Betty Freeman Um filme de Tantalus em associação com Whitelight |